# Evropská konferenční liga UEFA 2022/2023 – skupinová fáze
Skupinová fáze Evropské konferenční ligy UEFA 2022/23 začala 8. září 2022 a skončila 3. listopadu 2022. Ve skupinové fázi se utkalo celkem 32 týmů z 28 zemí, které rozhodly o 16 ze 24 míst ve vyřazovací fázi.
Všechny týmy kromě AZ Alkmaaru, Basileje, CFR Kluže, Gentu, Partizanu, Slavie Praha a Slovanu Bratislava, které se účastnily v minulé sezoně, se ve skupinové fázi představily poprvé. Kluby Ballkani, Djurgårdens, Dnipro-1, Pjunik, RFS, Silkeborg, Slovácko, Vaduz a Žalgiris se poprvé představily ve skupinové fázi jakékoliv klubové soutěže UEFA, z toho Ballkani, Vaduz a Žalgiris jsou prvními týmy z Kosova, Lichtenštejnska a Litvy, kterým se to podařilo.

## Los
Losování skupinové fáze proběhlo 26. srpen 2022 v tureckém Istanbulu. Celkem 32 týmů bylo rozlosováno do osmi skupin po čtyřech. Pro losování byly týmy nasazeny do čtyř skupin po osmi týmech na základě jejich klubových koeficientů UEFA z roku 2022. Do stejné skupiny nemohly být nalosovány týmy ze stejné země a z politických důvodů ani týmy ze Srbska a Kosova. Před losováním vytvořila UEFA dvojice týmů ze stejné ligy, včetně týmů hrajících ve skupinové fázi Evropské ligy (jedna dvojice pro země se dvěma nebo třemi týmy, dvě dvojice pro země se čtyřmi nebo pěti týmy), na základě televizních diváků, kdy byl jeden tým vylosován do skupin A–D a druhý tým do skupin E–H tak, aby tyto dva týmy měly rozdílné časy výkopů. Poté, co byly potvrzeny týmy skupinové fáze, UEFA oznámila následující dvojice (druhý tým ve dvojici označený EL hraje ve skupinové fázi Evropské ligy):
- A  Slavia Praha a Slovácko.
- B  Gent a Anderlecht.
- C  Partizan Bělehrad a CZ Bělehrad (EL)
- D  Dnipro-1 a Dynamo Kyjev (EL)
- E  Başakşehir a Sivasspor.
- F  CFR Kluž a FCSB.
- G  Basilej a Curych (EL)
- H  Djurgårdens a Malmö (EL)
- I  Silkeborg a Midtjylland (EL)
- J  Molde a Bodø/Glimt (EL)
- K  Nice a Nantes (EL)
- L  Austria Vídeň a Štýrský Hradec (EL)

## Týmy
Níže byly uvedeny zúčastněné týmy (s jejich klubovými koeficienty UEFA), seskupené podle nasazovacího banku. Patří mezi ně:
- 22 vítězů 4. předkola (5 mistrovské části, 17 z nemistrovské části).
- 10 poražených z 4. předkola Evropské ligy.

| Legenda k barvám                                    |
| --------------------------------------------------- |
| Vítězové skupin postupující přímo do osmifinále     |
| Týmy na 2. místech postupující do předkola play-off |

| Villarreal       | 78.000 |                 |        |                     |       |
| CFR Kluž         | 19.500 | Nice            | 12.016 |                     |       |
| Dnipro-1         | 6.360  |                 |        |                     |       |
| Basilej          | 55.000 |                 |        |                     |       |
| Molde            | 19.000 |                 |        |                     |       |
| Anderlecht       | 11.500 |                 |        |                     |       |
| Lech Poznaň      | 6.000  |                 |        |                     |       |
| Slavia Praha     | 52.000 |                 |        |                     |       |
| FCSB             | 17.500 |                 |        |                     |       |
| Žalgiris         | 8.000  |                 |        |                     |       |
| Slovácko         | 5.560  |                 |        |                     |       |
| AZ Alkmaar       | 28.500 |                 |        |                     |       |
| Fiorentina       | 15.380 |                 |        |                     |       |
| Austria Vídeň    | 7.770  |                 |        |                     |       |
| Silkeborg        | 5.435  |                 |        |                     |       |
| Gent             | 27.500 | Kolín nad Rýnem | 15.042 | Heart of Midlothian | 7.380 |
| Djurgårdens      | 4.575  |                 |        |                     |       |
| Başakşehir       | 25.000 |                 |        |                     |       |
| Hapoel Beer Ševa | 14.000 |                 |        |                     |       |
| Shamrock Rovers  | 7.000  |                 |        |                     |       |
| Pjunik           | 4.250  |                 |        |                     |       |
| Partizan         | 24.500 |                 |        |                     |       |
| Apollon Limassol | 14.000 |                 |        |                     |       |
| Sivasspor        | 6.500  |                 |        |                     |       |
| RFS              | 4.000  |                 |        |                     |       |
| West Ham United  | 21.328 |                 |        |                     |       |

## Formát
V každé skupině se týmy utkali systémem každý s každým doma a venku. Vítězové každé skupiny postoupily do osmifinále, zatímco týmy na druhých místech postoupí do předkola play-off. Týmy na třetím a čtvrtém místě byly pro tuto sezónu z evropských soutěží vyřazeny.

### Rozhodující kritéria
Týmy byly hodnoceny podle bodů (3 body za výhru, 1 bod za remízu, 0 bodů za prohru). Pokud měly dva nebo více týmů stejný počet bodů, použily se pro určení pořadí následující kritéria mezi vyrovnanými týmy v uvedeném pořadí (viz článek 16 Rovnost bodů - skupinová fáze, Předpisy Evropské ligy UEFA):
1. Rozdíl branek ve všech zápasech skupiny;
2. Vstřelené góly ve všech zápasech skupiny;
3. Počet vítězních utkání ve všech zápasech skupiny;
4. Počet vítězních utkání na hřišti soupeře ve všech zápasech skupiny;
5. Disciplinární body (přímá červená karta = 3 body; dvě žluté karty = 3 body; jedna žlutá karta = 1 bod);
6. Klubový koeficient UEFA.

Vzhledem ke zrušení pravidla o počtu gólů ve venkovních zápasech se od minulé sezóny jako rozhodující faktor ve vyřazovacích zápasech nepoužívají góly ve venkovních zápasech. Celkový počet venkovních gólů se však jako rozhodující faktor ve skupinách uplatňoval i nadále. Vzhledem ke zrušení pravidla o počtu vstřelených gólů ve venkovních zápasech se od minulé sezóny jako rozhodující faktor nepoužívají góly ve vzájemných zápasech. Celkový počet gólů venku se však stále používá jako rozhodující faktor ve skupinách.

## Termíny
Termíny pro odehrání jednotlivých kol a jejich losování jsou uvedeny níže. Pokud není uvedeno jinak, los probíhá vždy v Nyonu, ve Švýcarsku, v sídle UEFA. Los proběhl 26. srpna 2022.
| Kolo    | Termín            |
| ------- | ----------------- |
| 1. kolo | 8. září 2022      |
| 2. kolo | 15. září 2022     |
| 3. kolo | 6. října 2022     |
| 4. kolo | 13. října 2022    |
| 5. kolo | 27. října 2022    |
| 6. kolo | 3. listopadu 2022 |

## Skupiny
Termíny zápasů byly zveřejněny 27. srpna 2022, den po rozlosování. Zápasy se hrály 8. září, 15. září, 6. října, 13. října, 27. října a 3. listopadu 2022. Plánované časy výkopů jsou 16:30, 18:45 a 21:00.
Časy jsou uvedeny podle středoevropského času jak je uvádí UEFA (místní časy, pokud se liší, jsou uvedeny v závorkách).

### Skupina A
| Poř. | Tým                 | Z | V | R | P | VG | OG | B  |
| ---- | ------------------- | - | - | - | - | -- | -- | -- |
| 1.   | İstanbul Başakşehir | 6 | 4 | 1 | 1 | 14 | 3  | 13 |
| 2.   | Fiorentina          | 6 | 4 | 1 | 1 | 14 | 6  | 13 |
| 3.   | Heart of Midlothian | 6 | 2 | 0 | 4 | 6  | 16 | 6  |
| 4.   | RFS                 | 6 | 0 | 2 | 4 | 2  | 11 | 2  |

1. Kolo
| 8. září 2022 18:45 |     |          |                                                                       |
| Fiorentina         | 1:1 | RFS      | Stadio Artemio Franchi, Florencie diváci: 11 738 rozhodčí: Pavel Orel |
| Barák 56'          |     | Ilić 74' | Stadio Artemio Franchi, Florencie diváci: 11 738 rozhodčí: Pavel Orel |

| 8. září 2022 18:45 UTC+1 |     |                                                            |                                                                       |
| Heart of Midlothian      | 0:4 | Başakşehir                                                 | Tynecastle Park, Edinburgh diváci: 15 131 rozhodčí: Krzysztof Jakubik |
|                          |     | Kaldırım 26' Ndayishimiye 67' Kingsley 75' (vl.) Özcan 82' | Tynecastle Park, Edinburgh diváci: 15 131 rozhodčí: Krzysztof Jakubik |

2. Kolo
| 15. září 2022 21:00 UTC+3 |     |                                    |                                                                  |
| RFS                       | 0:2 | Heart of Midlothian                | Skonto stadions, Riga diváci: 6 747 rozhodčí: Aleksandar Stavrev |
|                           |     | Shankland 43' (pen.) Forrest 90+2' | Skonto stadions, Riga diváci: 6 747 rozhodčí: Aleksandar Stavrev |

| 15. září 2022 21:00 UTC+3  |     |            |                                                                                             |
| Başakşehir                 | 3:0 | Fiorentina | Başakşehir Fatih Terim Stadium, Istanbul diváci: 5 857 rozhodčí: Guillermo Cuadra Fernández |
| Gürler 57', 71' Traoré 90' |     |            | Başakşehir Fatih Terim Stadium, Istanbul diváci: 5 857 rozhodčí: Guillermo Cuadra Fernández |

3. Kolo
| 6. října 2022 21:00 UTC+1 |     |                                    |                                                                     |
| Heart of Midlothian       | 0:3 | Fiorentina                         | Tynecastle Park, Edinburgh diváci: 17 243 rozhodčí: Erik Lambrechts |
|                           |     | Mandragora 4' Kouamé 43' Jović 79' | Tynecastle Park, Edinburgh diváci: 17 243 rozhodčí: Erik Lambrechts |

| 6. října 2022 21:00 UTC+1 |     |            |                                                             |
| RFS                       | 0:0 | Başakşehir | Skonto stadions, Riga diváci: 5 154 rozhodčí: Radu Petrescu |
|                           |     |            | Skonto stadions, Riga diváci: 5 154 rozhodčí: Radu Petrescu |

4. Kolo
| 13. října 2022 18:45 UTC+3 |     |     |                                                                                  |
| Başakşehir                 | 3:0 | RFS | Başakşehir Fatih Terim Stadium, Istanbul diváci: 3 080 rozhodčí: Philip Farrugia |
| Türüç 11' Okaka 45', 72'   |     |     | Başakşehir Fatih Terim Stadium, Istanbul diváci: 3 080 rozhodčí: Philip Farrugia |

| 13. října 2022 18:45                                    |     |                     |                                                                       |
| Fiorentina                                              | 5:1 | Heart of Midlothian | Stadio Artemio Franchi, Florencie diváci: 18 576 rozhodčí: Ivan Bebek |
| Jović 6' Biraghi 22' González 32' (pen.), 79' Barák 38' |     | Humphrys 47'        | Stadio Artemio Franchi, Florencie diváci: 18 576 rozhodčí: Ivan Bebek |

5. Kolo
| 27. října 2022 18:45 |     |             |                                                                            |
| Fiorentina           | 2:1 | Başakşehir  | Stadio Artemio Franchi, Florencie diváci: 14 345 rozhodčí: Allard Lindhout |
| Jović 26', 62'       |     | Aleksić 14' | Stadio Artemio Franchi, Florencie diváci: 14 345 rozhodčí: Allard Lindhout |

| 27. října 2022 21:00 UTC+1 |     |                    |                                                                        |
| Heart of Midlothian        | 2:1 | RFS                | Tynecastle Park, Edinburgh diváci: 15 863 rozhodčí: Bram Van Driessche |
| Shankland 3' Halliday 12'  |     | Friesenbichler 39' | Tynecastle Park, Edinburgh diváci: 15 863 rozhodčí: Bram Van Driessche |

6. Kolo
| 3. listopadu 2022 16:30 UTC+2 |     |                                    |                                                                             |
| RFS                           | 0:3 | Fiorentina                         | Skonto stadions, Riga diváci: 6 747 rozhodčí: Mads-Kristoffer Kristoffersen |
|                               |     | Barák 7' Cabral 44' Saponara 45+2' | Skonto stadions, Riga diváci: 6 747 rozhodčí: Mads-Kristoffer Kristoffersen |

| 3. listopadu 2022 16:30 UTC+3        |     |                     |                                                                                    |
| Başakşehir                           | 3:1 | Heart of Midlothian | Başakşehir Fatih Terim Stadium, Istanbul diváci: 4 824 rozhodčí: Goga Kikačeišvili |
| Ndayishimiye 4' Gürler 33' Özcan 64' |     | Atkinson 90'        | Başakşehir Fatih Terim Stadium, Istanbul diváci: 4 824 rozhodčí: Goga Kikačeišvili |

### Skupina B
| Poř. | Tým             | Z | V | R | P | VG | OG | B  |
| ---- | --------------- | - | - | - | - | -- | -- | -- |
| 1.   | West Ham United | 6 | 6 | 0 | 0 | 13 | 4  | 18 |
| 2.   | Anderlecht      | 6 | 2 | 2 | 2 | 6  | 5  | 8  |
| 3.   | Silkeborg       | 6 | 2 | 0 | 4 | 12 | 7  | 6  |
| 4.   | FCSB            | 6 | 0 | 2 | 4 | 3  | 18 | 2  |

1. Kolo
| 8. září 2022 18:45 |     |           |                                                                                     |
| Anderlecht         | 1:0 | Silkeborg | Constant Vanden Stock Stadion, Bruselský region diváci: 11 557 rozhodčí: István Vad |
| Silva 81' (pen.)   |     |           | Constant Vanden Stock Stadion, Bruselský region diváci: 11 557 rozhodčí: István Vad |

| 8. září 2022 21:00 UTC+1                 |     |            |                                                                    |
| West Ham United                          | 3:1 | FCSB       | Olympijský stadion, Londýn diváci: 33 312 rozhodčí: Benoît Bastien |
| Bowen 69' (pen.) Emerson 74' Antonio 90' |     | Cordea 34' | Olympijský stadion, Londýn diváci: 33 312 rozhodčí: Benoît Bastien |

2. Kolo
| 15. září 2022 21:00 UTC+3 |     |            |                                                                       |
| FCSB                      | 0:0 | Anderlecht | Národní stadion, Bukurešť diváci: 29 613 rozhodčí: Sebastian Gishamer |
|                           |     |            | Národní stadion, Bukurešť diváci: 29 613 rozhodčí: Sebastian Gishamer |

| 15. září 2022 21:00   |     |                                            |                                                              |
| Silkeborg             | 2:3 | West Ham United                            | JYSK Park, Silkeborg diváci: 6 702 rozhodčí: Fábio Veríssimo |
| Kusk 5' Tengstedt 75' |     | Lanzini 13' (pen.) Scamacca 25' Dawson 38' | JYSK Park, Silkeborg diváci: 6 702 rozhodčí: Fábio Veríssimo |

3. Kolo
| 6. října 2022 18:45 |     |                 |                                                                                        |
| Anderlecht          | 0:1 | West Ham United | Constant Vanden Stock Stadion, Bruselský region diváci: 17 033 rozhodčí: Novak Simović |
|                     |     | Scamacca 79'    | Constant Vanden Stock Stadion, Bruselský region diváci: 17 033 rozhodčí: Novak Simović |

| 6. října 2022 18:45                                             |     |      |                                                             |
| Silkeborg                                                       | 5:0 | FCSB | JYSK Park, Silkeborg diváci: 5 945 rozhodčí: Mykola Balakin |
| Klynge 3' Kusk 8' Helenius 35' (pen.) Þórðarson 58' Adamsen 71' |     |      | JYSK Park, Silkeborg diváci: 5 945 rozhodčí: Mykola Balakin |

4. Kolo
| 13. října 2022 21:00 UTC+3 |     |                                                      |                                                              |
| FCSB                       | 0:5 | Silkeborg                                            | Národní stadion, Bukurešť diváci: 9 103 rozhodčí: Nick Walsh |
|                            |     | Kusk 12' Klynge 16' Tengstedt 63' Jørgensen 68', 70' | Národní stadion, Bukurešť diváci: 9 103 rozhodčí: Nick Walsh |

| 13. října 2022 21:00 UTC+1 |     |                     |                                                                   |
| West Ham United            | 2:1 | Anderlecht          | Olympijský stadion, Londýn diváci: 40 767 rozhodčí: Willy Delajod |
| Benrahma 14' Bowen 30'     |     | Esposito 89' (pen.) | Olympijský stadion, Londýn diváci: 40 767 rozhodčí: Willy Delajod |

5. Kolo
| 27. října 2022 18:45           |     |                       |                                                                                                |
| Anderlecht                     | 2:2 | FCSB                  | Constant Vanden Stock Stadion, Bruselský region diváci: 14 226 rozhodčí: Manfredas Lukjančukas |
| Verschaeren 38' Vertonghen 75' |     | Compagno 60' Dawa 82' | Constant Vanden Stock Stadion, Bruselský region diváci: 14 226 rozhodčí: Manfredas Lukjančukas |

| 27. října 2022 21:00 UTC+1 |     |           |                                                                 |
| West Ham United            | 1:0 | Silkeborg | Olympijský stadion, Londýn diváci: 35 911 rozhodčí: Joni Hyytiä |
| Lanzini 24' (pen.)         |     |           | Olympijský stadion, Londýn diváci: 35 911 rozhodčí: Joni Hyytiä |

6. Kolo
| 3. listopadu 2022 21:00 UTC+2 |     |                                 |                                                                     |
| FCSB                          | 0:3 | West Ham United                 | Národní stadion, Bukurešť diváci: 20 172 rozhodčí: Sascha Stegemann |
|                               |     | Fornals 40', 65' Dawa 56' (vl.) | Národní stadion, Bukurešť diváci: 20 172 rozhodčí: Sascha Stegemann |

| 3. listopadu 2022 21:00 |     |                        |                                                             |
| Silkeborg               | 0:2 | Anderlecht             | JYSK Park, Silkeborg diváci: 6 810 rozhodčí: Daniele Chiffi |
|                         |     | Refaelov 20' Raman 94' | JYSK Park, Silkeborg diváci: 6 810 rozhodčí: Daniele Chiffi |

### Skupina C
| Poř. | Tým              | Z | V | R | P | VG | OG | B  |
| ---- | ---------------- | - | - | - | - | -- | -- | -- |
| 1.   | Villarreal       | 6 | 4 | 1 | 1 | 14 | 9  | 13 |
| 2.   | Lech Poznaň      | 6 | 2 | 3 | 1 | 12 | 7  | 9  |
| 3.   | Hapoel Beer Ševa | 6 | 1 | 4 | 1 | 8  | 5  | 7  |
| 4.   | Austria Vídeň    | 6 | 0 | 2 | 4 | 2  | 15 | 2  |

1. Kolo
| 8. září 2022 18:45                        |     |                                |                                                                             |
| Villarreal                                | 4:3 | Lech Poznaň                    | Estadio Ciudad de Valencia, Valencia diváci: 10 385 rozhodčí: Ali Palabıyık |
| Chukwueze 32' Baena 36', 40' Coquelin 89' |     | Skóraś 2' Išak 47' (pen.), 62' | Estadio Ciudad de Valencia, Valencia diváci: 10 385 rozhodčí: Ali Palabıyık |

| 8. září 2022 18:45 |     |                  |                                                                    |
| Austria Vídeň      | 0:0 | Hapoel Beer Ševa | Stadion Franze Horra, Vídeň diváci: 9 400 rozhodčí: Horațiu Feșnic |
|                    |     |                  | Stadion Franze Horra, Vídeň diváci: 9 400 rozhodčí: Horațiu Feșnic |

2. Kolo
| 15. září 2022 21:00 UTC+3 |     |                              |                                                                  |
| Hapoel Beer Ševa          | 1:2 | Villarreal                   | Turner Stadium, Beer Ševa diváci: 13 413 rozhodčí: Willie Collum |
| Hatuel 63'                |     | Morales 28' (pen.) Baena 67' | Turner Stadium, Beer Ševa diváci: 13 413 rozhodčí: Willie Collum |

| 15. září 2022 21:00                |     |               |                                                                  |
| Lech Poznaň                        | 4:1 | Austria Vídeň | Stadion Poznań, Poznań diváci: 20 102 rozhodčí: Peter Kjærsgaard |
| Išak 27' Skóraś 64' Velde 76', 90' |     | Braunöder 29' | Stadion Poznań, Poznań diváci: 20 102 rozhodčí: Peter Kjærsgaard |

3. Kolo
| 6. října 2022 18:45 |     |                  |                                                              |
| Lech Poznaň         | 0:0 | Hapoel Beer Ševa | Stadion Poznań, Poznań diváci: 17 283 rozhodčí: Tamás Bognár |
|                     |     |                  | Stadion Poznań, Poznań diváci: 17 283 rozhodčí: Tamás Bognár |

| 6. října 2022 21:00                         |     |               |                                                                              |
| Villarreal                                  | 5:0 | Austria Vídeň | Estadio Ciudad de Valencia, Valencia diváci: 9 539 rozhodčí: Jochem Kamphuis |
| Baena 18' Danjuma 43' Morales 76', 80', 88' |     |               | Estadio Ciudad de Valencia, Valencia diváci: 9 539 rozhodčí: Jochem Kamphuis |

4. Kolo
| 13. října 2022 18:45 |     |             |                                                                     |
| Austria Vídeň        | 0:1 | Villarreal  | Stadion Franze Horra, Vídeň diváci: 11 000 rozhodčí: Georgi Kabakov |
|                      |     | Jackson 87' | Stadion Franze Horra, Vídeň diváci: 11 000 rozhodčí: Georgi Kabakov |

| 13. října 2022 21:00 UTC+3 |     |              |                                                                 |
| Hapoel Beer Ševa           | 1:1 | Lech Poznaň  | Turner Stadium, Beer Ševa diváci: 11 668 rozhodčí: Ruddy Buquet |
| Hemed 9' (pen.)            |     | Szymczak 44' | Turner Stadium, Beer Ševa diváci: 11 668 rozhodčí: Ruddy Buquet |

5. Kolo
| 27. října 2022 18:45      |     |                               |                                                                           |
| Villarreal                | 2:2 | Hapoel Beer Ševa              | Estadio Ciudad de Valencia, Valencia diváci: 6 338 rozhodčí: Juxhin Xhaja |
| Chukwueze 57' Danjuma 70' |     | Hemed 48' (pen.) Yehezkel 79' | Estadio Ciudad de Valencia, Valencia diváci: 6 338 rozhodčí: Juxhin Xhaja |

| 27. října 2022 18:45 |     |             |                                                                     |
| Austria Vídeň        | 1:1 | Lech Poznaň | Stadion Franze Horra, Vídeň diváci: 12 211 rozhodčí: Darren England |
| Keles 70'            |     | Išak 48'    | Stadion Franze Horra, Vídeň diváci: 12 211 rozhodčí: Darren England |

6. Kolo
| 3. listopadu 2022 21:00   |     |            |                                                   |
| Lech Poznaň               | 3:0 | Villarreal | Stadion Poznań, Poznań rozhodčí: Nathan Verboomen |
| Velde 27' Skóraś 51', 77' |     |            | Stadion Poznań, Poznań rozhodčí: Nathan Verboomen |

| 3. listopadu 2022 21:00 UTC+3                         |     |               |                                                                  |
| Hapoel Beer Ševa                                      | 4:0 | Austria Vídeň | Turner Stadium, Beer Ševa diváci: 12 500 rozhodčí: Elčin Masijev |
| Jehezkel 29' Safouri 33' Shechter 63' Handl 73' (vl.) |     |               | Turner Stadium, Beer Ševa diváci: 12 500 rozhodčí: Elčin Masijev |

### Skupina D
| Poř. | Tým               | Z | V | R | P | VG | OG | B |
| ---- | ----------------- | - | - | - | - | -- | -- | - |
| 1.   | Nice              | 6 | 2 | 3 | 1 | 8  | 7  | 9 |
| 2.   | Partizan Bělehrad | 6 | 2 | 3 | 1 | 9  | 7  | 9 |
| 3.   | Kolín nad Rýnem   | 6 | 2 | 2 | 2 | 8  | 8  | 8 |
| 4.   | Slovácko          | 6 | 1 | 2 | 3 | 8  | 11 | 5 |

1. Kolo
| 8. září 2022 18:45          |     |                                    |                                                                                                  |
| Slovácko                    | 3:3 | Partizan Bělehrad                  | Městský fotbalový stadion Miroslava Valenty, Uherské Hradiště diváci: 7 032 rozhodčí: Rob Harvey |
| Kalabiška 5', 19' Kozák 83' |     | Diabaté 47', 53' Ricardo Gomes 62' | Městský fotbalový stadion Miroslava Valenty, Uherské Hradiště diváci: 7 032 rozhodčí: Rob Harvey |

| 8. září 2022 19:40 |     |                   |                                                             |
| Nice               | 1:1 | Kolín nad Rýnem   | Allianz Riviera, Nice diváci: 19 000 rozhodčí: Luis Godinho |
| Tigges 19'         |     | Delort 62' (pen.) | Allianz Riviera, Nice diváci: 19 000 rozhodčí: Luis Godinho |

2. Kolo
| 15. září 2022 21:00 |     |          |                                                                  |
| Partizan Bělehrad   | 1:1 | Nice     | Stadion Partizan, Bělehrad diváci: 9 126 rozhodčí: Andrew Madley |
| Diabaté 60'         |     | Bryan 2' | Stadion Partizan, Bělehrad diváci: 9 126 rozhodčí: Andrew Madley |

| 15. září 2022 21:00                            |     |                            |                                                                                 |
| Kolín nad Rýnem                                | 4:2 | Slovácko                   | RheinEnergieStadion, Kolín nad Rýnem diváci: 47 700 rozhodčí: Jevhen Aranovskyj |
| Adamjan 10' Dietz 42' Ljubičić 65', 74' (pen.) |     | Kalabiška 49' Petržela 52' | RheinEnergieStadion, Kolín nad Rýnem diváci: 47 700 rozhodčí: Jevhen Aranovskyj |

3. Kolo
| 6. října 2022 18:45 |     |          | |
| Slovácko            | 0:1 | Nice     | Městský fotbalový stadion Miroslava Valenty, Uherské Hradiště diváci: 7 447 rozhodčí: Julian Weinberger |
|                     |     | Pépé 54' | Městský fotbalový stadion Miroslava Valenty, Uherské Hradiště diváci: 7 447 rozhodčí: Julian Weinberger |

| 6. října 2022 21:00 |     |                   |                                                                                            |
| Kolín nad Rýnem     | 0:1 | Partizan Bělehrad | RheinEnergieStadion, Kolín nad Rýnem diváci: 47 000 rozhodčí: Ricardo de Burgos Bengoetxea |
|                     |     | Marković 9'       | RheinEnergieStadion, Kolín nad Rýnem diváci: 47 000 rozhodčí: Ricardo de Burgos Bengoetxea |

4. Kolo
| 13. října 2022 18:45          |     |                 |                                                                      |
| Partizan Bělehrad             | 2:0 | Kolín nad Rýnem | Stadion Partizan, Bělehrad diváci: 15 467 rozhodčí: Roi Reinshreiber |
| Diabaté 15' Ricardo Gomes 52' |     |                 | Stadion Partizan, Bělehrad diváci: 15 467 rozhodčí: Roi Reinshreiber |

| 13. října 2022 21:00 |     |                        |                                                         |
| Nice                 | 1:2 | Slovácko               | Allianz Riviera, Nice diváci: 0 rozhodčí: Iwan Griffith |
| Diop 14'             |     | Tomič 75' Reinberk 87' | Allianz Riviera, Nice diváci: 0 rozhodčí: Iwan Griffith |

5. Kolo
| 27. října 2022 18:45 |     |                   |                                                           |
| Nice                 | 2:1 | Partizan Bělehrad | Allianz Riviera, Nice diváci: 11 324 rozhodčí: István Vad |
| Pépé 29' Lemina 77'  |     | Ricardo Gomes 74' | Allianz Riviera, Nice diváci: 11 324 rozhodčí: István Vad |

| 28. října 2022 13:00 |     |                 | |
| Slovácko             | 0:1 | Kolín nad Rýnem | Městský fotbalový stadion Miroslava Valenty, Uherské Hradiště diváci: 7 333 rozhodčí: Giorgi Kruašvili |
|                      |     | Duda 82' (pen.) | Městský fotbalový stadion Miroslava Valenty, Uherské Hradiště diváci: 7 333 rozhodčí: Giorgi Kruašvili |

6. Kolo
| 3. listopadu 2022 21:00 |     |             |                                                                      |
| Partizan Bělehrad       | 1:1 | Slovácko    | Stadion Partizan, Bělehrad diváci: 17 256 rozhodčí: Paweł Raczkowski |
| Natcho 41' (pen.)       |     | Mihálik 73' | Stadion Partizan, Bělehrad diváci: 17 256 rozhodčí: Paweł Raczkowski |

| 3. listopadu 2022 21:00  |     |                         |                                                                                |
| Kolín nad Rýnem          | 2:2 | Nice                    | RheinEnergieStadion, Kolín nad Rýnem diváci: 47 000 rozhodčí: César Soto Grado |
| Huseinbašić 48' Duda 60' |     | Laborde 40' Brahimi 43' | RheinEnergieStadion, Kolín nad Rýnem diváci: 47 000 rozhodčí: César Soto Grado |

### Skupina E
| Poř. | Tým              | Z | V | R | P | VG | OG | B  |
| ---- | ---------------- | - | - | - | - | -- | -- | -- |
| 1.   | AZ Alkmaar       | 6 | 5 | 0 | 1 | 12 | 6  | 15 |
| 2.   | Dnipro-1         | 6 | 3 | 1 | 2 | 9  | 7  | 10 |
| 3.   | Apollon Limassol | 6 | 2 | 1 | 3 | 5  | 7  | 7  |
| 4.   | Vaduz            | 6 | 0 | 2 | 4 | 5  | 11 | 2  |

1. Kolo
| 8. září 2022 21:00 |     |               |                                                                    |
| Dnipro-1           | 0:1 | AZ Alkmaar    | Košická futbalová aréna, Košice diváci: 3 347 rozhodčí: Jigal Frid |
|                    |     | D. De Wit 63' | Košická futbalová aréna, Košice diváci: 3 347 rozhodčí: Jigal Frid |

| 8. září 2022 21:00 |     |                  |                                                                  |
| Vaduz              | 0:0 | Apollon Limassol | Rheinpark Stadion, Vaduz diváci: 1 188 rozhodčí: Dumitru Muntean |
|                    |     |                  | Rheinpark Stadion, Vaduz diváci: 1 188 rozhodčí: Dumitru Muntean |

2. Kolo
| 15. září 2022 18:45 UTC+3 |     |                                 |                                                          |
| Apollon Limassol          | 1:3 | Dnipro-1                        | GSP Stadion, Nikósie diváci: 4 158 rozhodčí: Ádám Farkas |
| Pittas 58'                |     | Rubchynskyj 11' Dovbyk 26', 45' | GSP Stadion, Nikósie diváci: 4 158 rozhodčí: Ádám Farkas |

| 15. září 2022 18:45                                   |     |             |                                                          |
| AZ Alkmaar                                            | 4:1 | Vaduz       | AFAS Stadion, Alkmaar diváci: 8 523 rozhodčí: Nick Walsh |
| Barası 19' Beukema 81' Sugawara 90+2' D. De Wit 90+5' |     | Goelzer 22' | AFAS Stadion, Alkmaar diváci: 8 523 rozhodčí: Nick Walsh |

3. Kolo
| 6. října 2022 18:45        |     |                    |                                                                    |
| Dnipro-1                   | 2:2 | Vaduz              | Košická futbalová aréna, Košice diváci: 2 050 rozhodčí: Fran Jović |
| Dovbyk 26' Pichaljonok 47' |     | Fehr 5' Gasser 78' | Košická futbalová aréna, Košice diváci: 2 050 rozhodčí: Fran Jović |

| 6. října 2022 21:00                           |     |                        |                                                            |
| AZ Alkmaar                                    | 3:2 | Apollon Limassol       | AFAS Stadion, Alkmaar diváci: 10 016 rozhodčí: Rohit Saggi |
| Odgaard 16' D. De Wit 62' (pen.) Karlsson 85' |     | Joosten 19' Cabral 71' | AFAS Stadion, Alkmaar diváci: 10 016 rozhodčí: Rohit Saggi |

4. Kolo
| 13. října 2022 21:00 UTC+3 |     |            |                                                           |
| Apollon Limassol           | 1:0 | AZ Alkmaar | GSP Stadion, Nikósie diváci: 3 011 rozhodčí: Morten Krogh |
| Roberge 32'                |     |            | GSP Stadion, Nikósie diváci: 3 011 rozhodčí: Morten Krogh |

| 13. října 2022 18:45 |     |                         |                                                                         |
| Vaduz                | 1:2 | Dnipro-1                | Rheinpark Stadion, Vaduz diváci: 1 131 rozhodčí: Marian Alexandru Barbu |
| Rastoder 30'         |     | Hamače 25' Dovbyk 90+1' | Rheinpark Stadion, Vaduz diváci: 1 131 rozhodčí: Marian Alexandru Barbu |

5. Kolo
| 27. října 2022 18:45 |     |                          |                                                                |
| Vaduz                | 1:2 | AZ Alkmaar               | Rheinpark Stadion, Vaduz diváci: 1 949 rozhodčí: Don Robertson |
| Hasler 77'           |     | Kerkez 50' Brederode 75' | Rheinpark Stadion, Vaduz diváci: 1 949 rozhodčí: Don Robertson |

| 27. října 2022 21:00 |     |                  |                                                                       |
| Dnipro-1             | 1:0 | Apollon Limassol | Košická futbalová aréna, Košice diváci: 2 520 rozhodčí: António Nobre |
| Pichaljonok 39'      |     |                  | Košická futbalová aréna, Košice diváci: 2 520 rozhodčí: António Nobre |

6. Kolo
| 3. listopadu 2022 18:45 UTC+2 |     |       |                                                      |
| Apollon Limassol              | 1:0 | Vaduz | GSP Stadion, Nikósie diváci: 712 rozhodčí: Dario Bel |
| Roberge 32'                   |     |       | GSP Stadion, Nikósie diváci: 712 rozhodčí: Dario Bel |

| 3. listopadu 2022 18:45 |     |            |                                                                      |
| AZ Alkmaar              | 2:1 | Dnipro-1   | AFAS Stadion, Alkmaar diváci: 12 387 rozhodčí: Anastasios Papapetrou |
| Odgaard 8' Pavlidis 87' |     | Dovbyk 40' | AFAS Stadion, Alkmaar diváci: 12 387 rozhodčí: Anastasios Papapetrou |

### Skupina F
| Poř. | Tým             | Z | V | R | P | VG | OG | B  |
| ---- | --------------- | - | - | - | - | -- | -- | -- |
| 1.   | Djurgårdens IF  | 6 | 5 | 1 | 0 | 12 | 6  | 16 |
| 2.   | Gent            | 6 | 2 | 2 | 2 | 10 | 6  | 8  |
| 3.   | Molde           | 6 | 2 | 1 | 3 | 9  | 10 | 7  |
| 4.   | Shamrock Rovers | 6 | 0 | 2 | 4 | 1  | 10 | 2  |

1. Kolo
| 8. září 2022 21:00 |     |      |                                                            |
| Molde              | 0:0 | Gent | Aker Stadion, Molde diváci: 4 158 rozhodčí: Petri Viljanen |
|                    |     |      | Aker Stadion, Molde diváci: 4 158 rozhodčí: Petri Viljanen |

| 8. září 2022 21:00 UTC+1 |     |             |                                                                         |
| Shamrock Rovers          | 0:0 | Djurgårdens | Tallaght Stadium, Dublin diváci: 6 330 rozhodčí: Ívar Orri Kristjánsson |
|                          |     |             | Tallaght Stadium, Dublin diváci: 6 330 rozhodčí: Ívar Orri Kristjánsson |

2. Kolo
| 15. září 2022 18:45                 |     |                               |                                                             |
| Djurgårdens                         | 3:2 | Molde                         | Tele2 Arena, Stockholm diváci: 16 673 rozhodčí: Gergő Bogár |
| Doumbouya 50' Banda 58' Asoro 90+1' |     | Fofana 39' (pen.) Breivik 77' | Tele2 Arena, Stockholm diváci: 16 673 rozhodčí: Gergő Bogár |

| 15. září 2022 18:45              |     |                 |                                                             |
| Gent                             | 3:0 | Shamrock Rovers | Ghelamco Aréna, Gent diváci: 7 813 rozhodčí: Visar Kastrati |
| Cuypers 9' Odjidja-Ofoe 18', 65' |     |                 | Ghelamco Aréna, Gent diváci: 7 813 rozhodčí: Visar Kastrati |

3. Kolo
| 6. října 2022 18:45              |     |                 |                                                             |
| Molde                            | 3:0 | Shamrock Rovers | Aker Stadion, Molde diváci: 3 669 rozhodčí: Miloš Milanović |
| Brynhildsen 10', 49' Hussain 58' |     |                 | Aker Stadion, Molde diváci: 3 669 rozhodčí: Miloš Milanović |

| 6. října 2022 21:00 |     |               |                                                                |
| Gent                | 3:0 | Djurgårdens   | Ghelamco Aréna, Gent diváci: 10 896 rozhodčí: Aleksej Kulbakov |
|                     |     | Danielson 37' | Ghelamco Aréna, Gent diváci: 10 896 rozhodčí: Aleksej Kulbakov |

4. Kolo
| 13. října 2022 18:45                      |     |                          |                                                                       |
| Djurgårdens                               | 4:2 | Gent                     | Tele2 Arena, Stockholm diváci: 16 822 rozhodčí: Manfredas Lukjančukas |
| Holmberg 21' Wikheim 42', 46' Banda 45+4' |     | Depoitre 61' Cuypers 73' | Tele2 Arena, Stockholm diváci: 16 822 rozhodčí: Manfredas Lukjančukas |

| 13. října 2022 21:00 UTC+1 |     |                        |                                                            |
| Shamrock Rovers            | 0:2 | Molde                  | Tallaght Stadium, Dublin diváci: 5 860 rozhodčí: Dario Bel |
|                            |     | Fofana 33' Eriksen 69' | Tallaght Stadium, Dublin diváci: 5 860 rozhodčí: Dario Bel |

5. Kolo
| 27. října 2022 21:00     |     |                                       |                                                               |
| Molde                    | 2:3 | Djurgårdens                           | Aker Stadion, Molde diváci: 5 545 rozhodčí: Julian Weinberger |
| Brynhildsen 6' Kaasa 21' |     | Edvardsen 44' Asoro 67' Radetinac 77' | Aker Stadion, Molde diváci: 5 545 rozhodčí: Julian Weinberger |

| 27. října 2022 21:00 UTC+1 |     |                    |                                                               |
| Shamrock Rovers            | 1:1 | Gent               | Tallaght Stadium, Dublin diváci: 6 203 rozhodčí: Urs Schnyder |
| Gaffney 3'                 |     | Hong Hyun-seok 74' | Tallaght Stadium, Dublin diváci: 6 203 rozhodčí: Urs Schnyder |

6. Kolo
| 3. listopadu 2022 18:45 |     |                 |                                                            |
| Djurgårdens             | 1:0 | Shamrock Rovers | Tele2 Arena, Stockholm diváci: 16,726 rozhodčí: Nick Walsh |
| Eriksson 16'            |     |                 | Tele2 Arena, Stockholm diváci: 16,726 rozhodčí: Nick Walsh |

| 3. listopadu 2022 18:45                              |     |       |                                                                 |
| Gent                                                 | 4:0 | Molde | Gelamco Aréna, Gent diváci: 12 000 rozhodčí: Sebastian Gishamer |
| Hjulsager 52' Godeau 62' Kums 80' Cuypers 89' (pen.) |     |       | Gelamco Aréna, Gent diváci: 12 000 rozhodčí: Sebastian Gishamer |

### Skupina G
| Poř. | Tým          | Z | V | R | P | VG | OG | B  |
| ---- | ------------ | - | - | - | - | -- | -- | -- |
| 1.   | Sivasspor    | 6 | 3 | 2 | 1 | 11 | 7  | 11 |
| 2.   | CFR Kluž     | 6 | 3 | 1 | 2 | 5  | 5  | 10 |
| 3.   | Slavia Praha | 6 | 2 | 2 | 2 | 6  | 7  | 8  |
| 4.   | Ballkani     | 6 | 1 | 1 | 4 | 8  | 11 | 4  |

1. Kolo
| 8. září 2022 18:45 |     |              |                                                                        |
| Ballkani           | 1:1 | CFR Kluž     | Stadion Fadila Vokrriho, Priština diváci: 5 673 rozhodčí: Urs Schnyder |
| Thaqi 65'          |     | Matias 90+1' | Stadion Fadila Vokrriho, Priština diváci: 5 673 rozhodčí: Urs Schnyder |

| 8. září 2022 21:00 UTC+3 |     |              |                                                                     |
| Sivasspor                | 1:1 | Slavia Praha | New Sivas 4 Eylül Stadium, Sivas diváci: 5 472 rozhodčí: Fran Jović |
| Saba 27'                 |     | Olayinka 4'  | New Sivas 4 Eylül Stadium, Sivas diváci: 5 472 rozhodčí: Fran Jović |

2. Kolo
| 15. září 2022 18:45 UTC+3 |     |                   |                                                                                  |
| CFR Kluž                  | 0:1 | Sivasspor         | Stadionul Dr. Constantin Rădulescu, Kluž diváci: 7 026 rozhodčí: Allard Lindhout |
|                           |     | Gradel 28' (pen.) | Stadionul Dr. Constantin Rădulescu, Kluž diváci: 7 026 rozhodčí: Allard Lindhout |

| 15. září 2022 18:45                          |     |                           |                                                             |
| Slavia Praha                                 | 3:2 | Ballkani                  | Fortuna Aréna, Praha diváci: 18 156 rozhodčí: Willy Delajod |
| Frashëri 26' (vl.) Olayinka 34' Masopust 41' |     | Krasniqi 23' Korenica 29' | Fortuna Aréna, Praha diváci: 18 156 rozhodčí: Willy Delajod |

3. Kolo
| 6. října 2022 18:45 UTC+3                |     |                                                      |                                                                                    |
| Sivasspor                                | 3:4 | Ballkani                                             | New Sivas 4 Eylül Stadium, Sivas diváci: 4 336 rozhodčí: José Luis Munuera Montero |
| Ulvestad 1' Yeşilyurt 75' Yatabaré 90+1' |     | Ar. Thaqi 20' Potoku 31' Korenica 66' Krasniqi 90+4' | New Sivas 4 Eylül Stadium, Sivas diváci: 4 336 rozhodčí: José Luis Munuera Montero |

| 6. října 2022 21:00 |     |           |                                                             |
| Slavia Praha        | 0:1 | CFR Kluž  | Fortuna Aréna, Praha diváci: 18 271 rozhodčí: Fabio Maresca |
|                     |     | Janga 45' | Fortuna Aréna, Praha diváci: 18 271 rozhodčí: Fabio Maresca |

4. Kolo
| 13. října 2022 18:45 UTC+3 |     |              |                                                                                |
| CFR Kluž                   | 2:0 | Slavia Praha | Stadionul Dr. Constantin Rădulescu, Kluž diváci: 11 218 rozhodčí: Luís Godinho |
| Deac 11' (pen.) Matias 84' |     |              | Stadionul Dr. Constantin Rădulescu, Kluž diváci: 11 218 rozhodčí: Luís Godinho |

| 13. října 2022 21:00 |     |                          |                                                                                  |
| Ballkani             | 1:2 | Sivasspor                | Stadion Fadila Vokrriho, Priština diváci: 12 650 rozhodčí: Manuel Schüttengruber |
| Ar. Thaqi 36'        |     | Arslan 72' Angielski 81' | Stadion Fadila Vokrriho, Priština diváci: 12 650 rozhodčí: Manuel Schüttengruber |

5. Kolo
| 27. října 2022 21:00 |     |              |                                                                         |
| Ballkani             | 0:1 | Slavia Praha | Stadion Fadila Vokrriho, Priština diváci: 10 500 rozhodčí: Morten Krogh |
|                      |     | Lingr 75'    | Stadion Fadila Vokrriho, Priština diváci: 10 500 rozhodčí: Morten Krogh |

| 27. října 2022 21:00 UTC+3   |     |          |                                                                      |
| Sivasspor                    | 3:0 | CFR Kluž | New Sivas 4 Eylül Stadium, Sivas diváci: 6 050 rozhodčí: Rohit Saggi |
| Yatabaré 22', 73' Gradel 64' |     |          | New Sivas 4 Eylül Stadium, Sivas diváci: 6 050 rozhodčí: Rohit Saggi |

6. Kolo
| 3. listopadu 2022 18:45 |     |                   |                                                              |
| Slavia Praha            | 1:1 | Sivasspor         | Fortuna Aréna, Praha diváci: 18 132 rozhodčí: Rade Obrenović |
| Goutas 65' (vl.)        |     | Gradel 28' (pen.) | Fortuna Aréna, Praha diváci: 18 132 rozhodčí: Rade Obrenović |

| 3. listopadu 2022 18:45 UTC+2 |     |          |                                                                                   |
| CFR Kluž                      | 1:0 | Ballkani | Stadionul Dr. Constantin Rădulescu, Kluž diváci: 11 723 rozhodčí: Daniel Schlager |
| Adjei-Boateng 17'             |     |          | Stadionul Dr. Constantin Rădulescu, Kluž diváci: 11 723 rozhodčí: Daniel Schlager |

### Skupina H
| Poř. | Tým               | Z | V | R | P | VG | OG | B  |
| ---- | ----------------- | - | - | - | - | -- | -- | -- |
| 1.   | Slovan Bratislava | 6 | 3 | 2 | 1 | 9  | 7  | 11 |
| 2.   | Basilej           | 6 | 3 | 2 | 1 | 11 | 9  | 11 |
| 3.   | Pjunik            | 6 | 2 | 0 | 4 | 8  | 9  | 6  |
| 4.   | Žalgiris          | 6 | 1 | 2 | 3 | 5  | 8  | 5  |

1. Kolo
| 8. září 2022 21:00               |     |            |                                                                        |
| Basilej                          | 3:1 | Pjunik     | St. Jakob-Park, Basilej diváci: 11 860 rozhodčí: Juan Martínez Munuera |
| Males 23' (pen.) Burger 54', 76' |     | Dašjan 27' | St. Jakob-Park, Basilej diváci: 11 860 rozhodčí: Juan Martínez Munuera |

| 8. září 2022 21:00 |     |          |                                                                |
| Slovan Bratislava  | 0:0 | Žalgiris | Tehelné pole, Bratislava diváci: 11 227 rozhodčí: Rauf Jabarov |
|                    |     |          | Tehelné pole, Bratislava diváci: 11 227 rozhodčí: Rauf Jabarov |

2. Kolo
| 15. září 2022 18:45 UTC+3 |     |         |                                                            |
| Žalgiris                  | 0:1 | Basilej | LFF Stadion, Vilnius diváci: 4 821 rozhodčí: Iwan Griffith |
| Zeqiri 62'                |     |         | LFF Stadion, Vilnius diváci: 4 821 rozhodčí: Iwan Griffith |

| 15. září 2022 18:45 UTC+4 |     |                   |                                                                                    |
| Pjunik                    | 2:0 | Slovan Bratislava | Stadion republiky Vazgena Sargsjana, Jerevan diváci: 3 500 rozhodčí: Gal Laibuvitz |
| Dašjan 35' Otubanjo 37'   |     |                   | Stadion republiky Vazgena Sargsjana, Jerevan diváci: 3 500 rozhodčí: Gal Laibuvitz |

3. Kolo
| 6. října 2022 18:45 UTC+3 |     |          |                                                                                  |
| Pjunik                    | 2:0 | Žalgiris | Stadion republiky Vazgena Sargsjana, Jerevan diváci: 5 304 rozhodčí: John Beaton |
| Juninho 43' Otubanjo 61'  |     |          | Stadion republiky Vazgena Sargsjana, Jerevan diváci: 5 304 rozhodčí: John Beaton |

| 6. října 2022 21:00 |     |                           |                                                               |
| Basilej             | 0:2 | Slovan Bratislava         | St. Jakob-Park, Basilej diváci: 14 870 rozhodčí: Kevin Clancy |
|                     |     | Pauschek 35' Čavrić 45+1' | St. Jakob-Park, Basilej diváci: 14 870 rozhodčí: Kevin Clancy |

4. Kolo
| 13. října 2022 18:45                    |     |                                       |                                                                |
| Slovan Bratislava                       | 3:3 | Basilej                               | Tehelné pole, Bratislava diváci: 20 233 rozhodčí: Serhij Bojko |
| Weiss 45+2' (pen.) Kucka 49' Čavrić 53' |     | Males 29' (pen.) Diouf 65' Zeqiri 72' | Tehelné pole, Bratislava diváci: 20 233 rozhodčí: Serhij Bojko |

| 13. října 2022 21:00 UTC+3 |     |                    |                                                           |
| Žalgiris                   | 2:1 | Pjunik             | LFF Stadion, Vilnius diváci: 3 025 rozhodčí: Juxhin Xhaja |
| Ourega 23' Oliveira 42'    |     | Özbiliz 78' (pen.) | LFF Stadion, Vilnius diváci: 3 025 rozhodčí: Juxhin Xhaja |

5. Kolo
| 27. října 2022 21:00 |     |                  |                                                                |
| Basilej              | 2:2 | Žalgiris         | St. Jakob-Park, Basilej diváci: 13 236 rozhodčí: Ali Palabıyık |
| Diouf 1' Zeqiri 12'  |     | Oyewusi 42', 62' | St. Jakob-Park, Basilej diváci: 13 236 rozhodčí: Ali Palabıyık |

| 27. října 2022 21:00  |     |                   |                                                                         |
| Slovan Bratislava     | 2:1 | Pjunik            | Tehelné pole, Bratislava diváci: 15 783 rozhodčí: Manuel Schüttengruber |
| Kašia 84' Ramírez 85' |     | Cociuc 64' (pen.) | Tehelné pole, Bratislava diváci: 15 783 rozhodčí: Manuel Schüttengruber |

6. Kolo
| 3. listopadu 2022 18:45 UTC+2 |     |                   |                                                           |
| Žalgiris                      | 1:2 | Slovan Bratislava | LFF Stadion, Vilnius diváci: 4 790 rozhodčí: Luis Godinho |
| Kyeremeh 47'                  |     | Čavrić 15', 23'   | LFF Stadion, Vilnius diváci: 4 790 rozhodčí: Luis Godinho |

| 3. listopadu 2022 18:45 UTC+4 |     |                    |                                                                                     |
| Pjunik                        | 1:2 | Basilej            | Stadion republiky Vazgena Sargsjana, Jerevan diváci: 9 967 rozhodčí: Horațiu Feșnic |
| Juričić 71'                   |     | Males 17' Kade 29' | Stadion republiky Vazgena Sargsjana, Jerevan diváci: 9 967 rozhodčí: Horațiu Feșnic |